# Dulce hogar
Dulce Hogar es el segundo álbum de estudio de la cantante Virginia Labuat, y el primero en inglés y castellano. Se puso a la venta el 29 de marzo de 2011 y está compuesto en su totalidad por Virginia Maestro. El álbum entró en su primera semana al número 11 de los más vendidos de España.

## Grabación
Aún como parte de Labuat, el 13 de julio Virginia Labuat se desplaza al estudio de grabación GG Producciones para grabar las maquetas de su propuesta de repertorio para el segundo álbum de Labuat, en el que además, no participaría Risto Mejide.
En enero de 2010 comienza con la grabación del disco, en el que Virginia es coproductora de los temas, en los que también participan Iñaki García (producción artística, arreglos, piano y teclado), Ismael Guijarro (producción técnica), Jorge Ojea (guitarra, banjo, ukelele y dobro), José Bruno "El niño" (batería), Toño de Miguel (bajo y contrabajo), Manuel Machado (trompeta), Carlos Narea (percusión menor) y Oscar Claros como ingeniero de mezcla. También se confirma la marcha de The Pinker Tones de Labuat.

## Publicación
El 24 de julio Virginia Labuat anuncia en su Facebook personal el adiós a Labuat. El 25 de octubre se conoce que el álbum se llamaría Dulce Hogar y que será compuesto en su totalidad por Virginia Maestro. También se dan noticias sobre la fecha de publicación, la cual sería en marzo de 2011. 
El 26 de enero de 2011 se estrena el sencillo, The time is now en Europa FM, y el 8 de febrero se pone a la venta. En pocas horas, se colocó en el puesto n.º 1 de Itunes y el n.º 9 de sencillos de la lista semanal en España. La semana siguiente consiguió ocupar el puesto n.º 8 de Promusicae. 
El videoclip de The Time Is Now fue lanzado el 22 de febrero en la web oficial. El álbum completo salió a la venta el 29 de marzo de 2011, y entró al puesto número 11 de los más vendidos de España, además de ser número 1 de descargas digitales en Itunes. El tema The Time Is Now consiguió entrar en la lista oficial de los 40 Principales el 9 de abril de 2011. El 29 de agosto se presentó a las radios españolas el segundo sencillo del álbum, Circus. Luego de estar nominada en dos categorías en los Premios 40 Principales, el 27 de diciembre publica la reedición de Dulce Hogar bajo el título Out of the blue el cual contiene contenidos extras y versiones de los temas ya publicados.

## Canciones
- 1. Run to You
- 2. Por una vez
- 3. The Time Is Now
- 4. Hasta Dónde Iré
- 5. Te Doy Mi Voz
- 6. Insomnio
- 7. 107 Veces
- 8. Hoy Por Ti
- 9. Tal Vez
- 10. I Call Your Name
- 11. Under My Skin
- 12. Circus
- 13. Sin Corazón
- 14. Bonus Track: Liten y de Litin

### Edición especial
La edición especial del disco Dulce hogar solamente se puede adquirir a través de la web de la cantante. Esta incluye el álbum al completo, más un CD de rarezas, con varios temas, entre otras cosas:
- Why (BSO Corto "Muñecas")
- Vuelve Sin Mí (BSO Corto "Muñecas")
- Bajo Mi Piel (Under My Skin)
- Amanecer (Run to You)
- Under My Skin (Maqueta GG Producciones)
- The Biggest Love (Maqueta GG Producciones)
- Hoy Por Ti (Slow Waltz Demo 2010)

Además, se vendieron dos temas de la maqueta de GG Producciones en la edición de Itunes y Zune:
- You Will Be
- My Favourite Guy

### Sencillos
- The Time Is Now (2011)
- Circus (2011)
- I Call Your Name (2012)

### Videoclips
- The Time Is Now (2011)
- Circus (2011)
- I Call Your Name (2012)

## Estilo
Virginia ha dicho sobre este álbum: 

Será un punto de partida a lo que siempre he querido hacer, mis propias canciones. Lo siento muy mío. No le he quitado ojo en todo el proceso desde la grabación del primer acorde hasta la última nota. No ha resultado fácil llegar hasta este camino. Para mí es una manera de estar en casa. Mi hogar me proporcionó influencias musicales desde pequeña, mis padres, los discos de vinilo… Con Dulce Hogar vuelvo a los orígenes.
Virginia Labuat

## Listas

### Semanales
| País/Continente | Ranking         | Primera semana | Posición de ingreso | Mejor posición | Semanas en la mejor posición | Semanas en el ranking | Última semana |
| --------------- | --------------- | -------------- | ------------------- | -------------- | ---------------------------- | --------------------- | ------------- |
| Europa          |                 |                |                     |                |                              |                       |               |
| España          | Top 100 álbumes | 03/04/2011     | 11                  | 11             | 1                            | 26                    | N             |

| Posición | 38 | 33 | 30 | 26 | 24 | 23 | 22 | 23 | 24 | 25 | 30 | 32 | 36 |